# Ворон (перевал)
Ворон, Воронский перевал, Сарэениш-Богаз, Сарбениш-Богаз  — перевал восточной части Крымских гор высотой 630 м по дороге из села Ворон в Земляничное (бывшее Ортала́н).  В 4 км к северу от села Ворон, между горами Халасыс-Оба к юго востоку и Кисломно к западу северо западу. Водораздел бассейна Ворон с юга и Мокрый Индол с севера. В 1 километре к юго востоку находится перевал Маски. Этимология названия: тюрк. сарп крутой, обрывистый и эниш спуск.
Места пешеходного туризма. Через перевал проходит Крымская тропа и Маршрут №194.  